# Day of the Daleks
Day of the Daleks (Le jour des Daleks)  est le soixantième épisode de la première série de la série télévisée britannique de science-fiction Doctor Who. Il fut originellement diffusé en quatre parties, du 1er janvier au 22 janvier 1972. Il marque, après 5 années d'absence, le retour des Daleks dans la série.

## Accroche
Le monde est sur le point de basculer dans la troisième guerre mondiale. Alors que les agents d'UNIT tentent de sécuriser les négociations de paix, des escouades de rebelles, venus du futur, semblent vouloir tuer un ambassadeur qui possède un rôle décisif sur l'avenir du monde.

## Distribution
- Jon Pertwee — Le Docteur
- Katy Manning — Jo Grant
- Nicholas Courtney - Brigadier Lethbridge-Stewart
- Richard Franklin – Mike Yates
- John Levene – Sergent Benton
- Aubrey Woods (en) — Le Contrôleur
- Wilfred Carter — Sir Reginald Styles
- Jean McFarlane — Miss Paget
- Anna Barry — Anat
- Scott Fredericks — Boaz
- Jimmy Winston — Shura
- Valentine Palmer — Monia
- Tim Condren — Guerilla
- Peter Hill — Le Manager
- Andrew Carr — Vieux Garde
- George Raistrick — Garde
- Alex MacIntosh — Le Journaliste de la télé
- Gypsie Kemp — L'opérateur radio d'UNIT
- Deborah Brayshaw — Technicien
- Rick Lester, Maurice Bush, David Joyce, Frank Menzies, Bruce Wells, Geoff Todd — Les Ogrons
- Oliver Gilbert, Peter Messaline — Voix des Daleks
- John Scott Martin, Murphy Grumbar, Ricky Newby — Les Daleks

## Résumé
Sir Reginald Styles, un diplomate britannique, organise une conférence de paix afin d'empêcher la Troisième Guerre mondiale qui serait sur le point d'arriver, lorsqu'un soldat aux habits et aux armes futuristes fait irruption. Il disparaît sans avoir pu tirer. Bien que pensant être victime d'une hallucination, Styles laisse UNIT envoyer un de ses hommes pour enquêter sur cette histoire, le Docteur. Le Brigadier
semble assez nerveux car la conférence est encadré par UNIT et la délégation chinoise semble poser problème. Pendant que Jo, le Docteur et Benton gardent le manoir de Styles, le soldat, non loin de là est intercepté par deux énormes aliens humanoïdes, les Ogrons, qui le laissent pour mort. Retrouvé par les soldats d'UNIT, il est envoyé à l'hôpital, mais son corps disparaît dans l'ambulance, sous les yeux de Benton.
Examinant les objets laissés par le soldat, le Docteur trouve une arme ultrasonique et une sorte de petite machine à voyager dans le temps. Alors qu'ils passent la nuit dans la maison de Styles, le Docteur est soudainement assailli par trois guérilleros venus du futur, Anat, Boaz et Shura, qui le prennent pour Styles. Le Docteur manipule alors la machine à voyager dans le temps en vain, sans savoir que celle-ci envoie un signal qui sera retrouvé dans le futur par le Contrôleur, un humain tyrannique qui semble travailler pour les Daleks. Ceux-ci affirment que toute personne non autorisée utilisant la technologie de voyage dans le temps devra être exterminée.
Se rendant compte qu'ils se sont trompés, les guérilleros enferment le Docteur et Jo dans la cave. Le Docteur pense que ceux-ci viennent du futur, et accepte de collaborer avec eux pour qu'UNIT n'enquête pas autour du manoir. Néanmoins, Jo ne leur fait pas confiance et tente de détruire un de leurs appareils de voyage dans le temps. Cela la transporte dans le XXIIe siècle face au Contrôleur qui l'accueille cordialement et lui demande de quelle époque et de quel lieu elle vient. Pendant ce temps là, au XXe siècle, les guérilleros sont attaqués par des Ogrons. Averti par une phrase étrange du Docteur, le Brigadier se rend sur place et tire sur les aliens. Le Docteur en profite pour poursuivre les guérilleros dans un tunnel, où, après avoir croisé un Dalek, il les rejoint et se retrouve transporté par inadvertance au XXIIe siècle avec eux.
Arrivé dans le futur, le Docteur est séparé des guérilleros et se retrouve dans une sorte d'usine dans laquelle les humains sont réduits en esclavage. Dans la salle du Contrôleur, les Daleks s'énervent lorsqu'ils apprennent que Jo s'est dit l'amie d'un homme appelé "Le Docteur". Celui-ci est d'ailleurs bientôt capturé par les hommes du Contrôleur et est ramené vers Jo. Un des hommes du Contrôleur, qui se révèle être un agent de la guérilla, décide de libérer le Docteur, mais l'évasion tourne court et le Docteur se retrouve sanglé sur une table et examiné par des Daleks qui reconnaissent chez lui le même homme qui les a vaincus par le passé.
Le Contrôleur parvient toutefois à libérer le Docteur en expliquant aux Daleks que celui-ci peut leur révéler des informations sur la guérilla. Il lui apprend que la conférence de paix ayant échoué, la fin du XXe siècle a été une période sanglante où les différentes guerres ont tué les 7/8e de la population. C'est à cette période de chaos que les Daleks sont apparus et le Contrôleur ne fait que collaborer, ce que lui et sa famille font depuis plusieurs générations. La base du Contrôleur est attaquée par la guérilla qui libère le Docteur, qui accepte de les suivre à condition que la vie du Contrôleur soit épargnée.
En discutant avec les guérilleros, le Docteur s'aperçoit qu'ils ont eux-mêmes créé le paradoxe temporel qui allait les mener à la guerre : en laissant Shura faire exploser la maison de Styles pour l'abattre, ils tueront la plupart des diplomates mondiaux, plongeant le monde dans une guerre sans précédent. Le Docteur et Jo sont ramenés dans le temps à l'époque de la conférence et le Docteur tente de faire évacuer le bâtiment au plus vite avant que la bombe n'explose. L'arrivée de Daleks, venu faire échouer la conférence par eux-mêmes amènera pourtant Shura à se sacrifier lui-même, faisant exploser le bâtiment.
Le Docteur quitte Styles en lui demandant que la conférence de paix soit un succès.

## Continuité
- 5 ans après « The Evil of the Daleks », ceux-ci réapparaissent dans la série. Une ligne de dialogue devait expliquer que ceux-ci ont survécu après la guerre civile opposant les Daleks « humanisés » aux Daleks, mais elle fut enlevée lors du montage. Le Docteur fait d'ailleurs remarquer qu'il a cru avoir détruit les Daleks par le passé.
- C'est la première apparition en couleurs des Daleks dans la série, dans des tonalités moins voyantes que les Daleks des films Dr. Who et les Daleks.
- C'est la seconde fois qu'UNIT est chargé de surveiller le bon déroulement d'une conférence de paix après The Mind of Evil.
- Le Docteur parle de l'effet Blinovitch, une règle inventée pour la série qui explique que dans un voyage dans le temps, un voyageur ne peut revenir sur son propre passé.
- Le Dalekenium est évoqué comme étant la seule substance capable de toucher les Daleks. Dans The Dalek Invasion of Earth, ce mot nommait le revêtement de leurs armures.
- Chose rare, on voit le Docteur tirer un coup de pistolet pour éliminer un Ogron.
- Lorsque les Daleks scannent le Docteur pour savoir s'il s'agit bien du même personnage que celui qu'ils connaissent, on peut apercevoir le visage du premier et du second Docteur.

## Production

### Scénarisation
L'idée originale de cet épisode est née d'une proposition du scénariste Louis Marks qui n'avait pas travaillé pour la série depuis « Planet of Giants » en 1964. En 1970, il approche les producteurs de la série avec l'idée d'une guérilla de rebelles du futur, venus sur Terre afin d'empêcher l'avènement d'une dictature dans le futur. Il propose au script-éditor, Terrance Dicks, une version où le Docteur voit non seulement les rebelles mais où le Docteur est amené dans le futur auquel ils cherchent à échapper. Il s'inspire du détournement d'un avion en septembre 1970 par le front de libération de la Palestine pour donner le nom de ses personnages. Le 22 janvier 1971, l'épisode est accepté sous le nom de "The Ghost Hunters" (Les chasseurs de Fantômes) mais Louis Marks est occupé par une autre série de la BBC, nommée "The Trial" et l'épisode est repoussé sous le code KKK afin de devenir le premier de la neuvième saison.
À la même époque, un des dirigeants de la BBC, Director Huw Wheldon, insiste auprès de Terrance Dicks et du producteur Barry Letts afin que les Daleks reviennent dans la série. Letts est réticent depuis des années à faire revenir ces ennemis bien trop symboliques de l'ancienne époque et Terry Nation, le créateur des Daleks est contractuellement occupé par la série Amicalement vôtre pour pouvoir scénariser un épisode de Doctor Who. Toutefois, il donne sa permission le 22 avril 1971 pour que les Daleks puissent revenir dans Doctor Who. Ils se tournent alors vers un nouveau scénariste, Robert Sloman, et lui commandent le 25 mai 1971 un épisode en six parties nommé  “The Daleks In London” (Les Daleks à Londres) et prévu pour la fin de la saison 9. Prenant conscience que la nouvelle saison manque d'un événement accrocheur en début de saison, Dicks et Letts décident de changer le scénario de Louis Marks afin d'y introduire des Daleks. De plus, l'idée originale de Sloman ressemblait bien trop à « The Dalek Invasion of Earth. »
Au début du mois de juin, le script prend le nom de « Years Of Doom » (les années maudites) puis de “The Time Warriors” (les guerriers du temps.) Afin d'empêcher l'idée que les guerriers pourraient indéfiniment changer le cours du temps afin de tuer Styles, la scène où le Docteur et Jo croisent leurs doubles futurs ainsi que la mention de l'effet Blinovitch sont introduites afin de donner des limitations aux voyages dans le temps. À la mi juillet, l'épisode trouve son titre de "The Day of Daleks." À l'origine, les ogrons devaient être des créatures mi-homme mi-chien grognant en anglais, mais une forme simiesque fut jugée plus faisable par le réalisateur Paul Bernard.

### Pré-production
Seules trois carapaces des Daleks originaux étaient restées en entier dans les studios de la BBC au moment de la production de l'épisode. Ils furent repeints en deux couleurs différentes qui servirent à la production des nouveaux Daleks : Les premiers sont en gris et noirs tandis que les seconds sont de couleurs dorées.

### Casting
Scott Fredericks jouera le rôle de Max Stael dans « Image of the Fendahl. »

### Tournage
Le réalisateur de cet épisode fut Paul Bernard, un nouveau réalisateur pour la série qui avait déjà travaillé entre autres pour les séries Chapeau melon et bottes de cuir et Z-Cars. Le tournage commence le 7 septembre 1971 au Centre télévisuel de la BBC par les tournages sur fond de couleurs, Bernard tentant de filmer sur fond jaune, vert ou violet afin de changer du fond bleu. Le tournage des plans en extérieur débuta le 13 septembre à la Dropmore House de Taplow dans le Buckinghamshire utilisée pour les plans extérieurs du manoir de Styles, puis du 14 au 16 au Bull Bridge de Hayes dans le Middlesex simulant l'entrée du tunnel des guérilleros.
Le tournage en studio débuta les 4 et 5 octobre 1971 au studio 4 du Centre télévisuel de la BBC par le tournage de la première partie et d'une partie de la seconde. Il se poursuivit deux semaines plus tard par le tournage des parties 2 et 3. Au début de la quatrième partie, le visage de William Hartnell et de Patrick Troughton peut être visible lorsque les Daleks scannent le Docteur. Ces photos sont tirées respectivement de « An Unearthly Child » de « The Faceless Ones » et de « The Invasion. » L'épisode devait inclure une apparition finale du Docteur et de Jo croisant leurs alter-ego du passé, mais peu satisfait du résultat, Paul Bernard coupa ce passage, ce qui laisse les raisons de cette rencontre sans conclusion.

## Diffusion et Réception
| Épisode | Date de diffusion | Durée | Téléspectateurs en millions | Archives   |
| --- | ----------------- | ----- | --------------------------- | ---------- |
| Épisode 1 | 1er janvier 1972  | 23:36 | 9,8                         | Bandes PAL |
| Épisode 2 | 8 janvier 1972    | 23:52 | 10,4                        | Bande PAL  |
| Épisode 3 | 15 janvier 1972   | 24:18 | 9,1                         | Bande PAL  |
| Épisode 4 | 22 janvier 1972   | 24:17 | 9,1                         | Bande PAL  |
| Diffusé en quatre parties du 1er janvier au 22 janvier 1972, l'épisode dépassa pour la première fois la barre des 10 millions de téléspectateurs depuis 6 ans,. |                   |       |                             |            |

L'autorisation de refaire des histoires de Daleks étant devenue possible pour les récits de Doctor Who, le comic-book de Doctor Who, publié toutes les semaines dans le magazine Countdown (qui deviendra "Tv Action + Countdown") fera revenir les Daleks pour une histoire en plusieurs parties s'étalant jusqu'au mois d'avril .
Jon Pertwee et Katy Manning expliqueront en interview que cet épisode constitue le point le plus bas de leur expérience sur la série, notamment l'attaque finale des Daleks considérée comme bâclée et peu crédible. Malgré un pic d'audience, l'épisode recevra un accueil assez mitigé de la part des téléspectateurs.
Paul Cornell, Martin Day et Keith Topping écriront en 1995 dans le livre "Doctor Who : The Discontinuity Guide" que l'intrigue est inspirée d'"une idée intelligente (mais peu originale) qui est gâchée par l'insertion inutile des Daleks. C'est la première apparition de complexités temporelles dans la série vers un futur possible si les politiciens continuent à agir comme des imbéciles. En 2009, Patrick Mulkern de Radio Times estimera que si l'épisode n'utilise pas correctement les Daleks, les Ogrons, Pertwee et les cliffhangers sont des points positifs. Il estime que cet épisode à "mieux passé l'épreuve du temps que ses contemporains."  Sur le site DVD Talsk John Sinnott donnera à Day of the Daleks la note de 4/5 décrivant que cet épisode "à tout pour lui" notamment un scénario de voyage dans le temps qui rafraichit l'approche traditionnelle de la science fiction. Ian Berriman de SFX magazine donnera aussi la note de 4 sur 5, décrivant l'épisode comme "un concept fascinant d'action et d'aventures." Selon lui, les seules faiblesses de l'épisode concernent seulement "sur un plan technique" les Daleks et la bataille finale.

## Novélisation
L'épisode fut novélisé sous le titre Doctor Who and the Day of Daleks par Terrance Dicks et publié en avril 1974 sous le numéro 18 de la collection Doctor Who des éditions Target Book. La scène finale où le Docteur et Jo croisent leurs doubles du passé fut réinsérée par l'auteur. Ce roman fut traduit en néerlandais la même année sous le titre "Doctor Who En De Dag Van De Daleks", en turc en juin 1975 sous le titre "Doktor Kim ve Dalek Baskini", au Brésil en 1975 sous le titre "Doutor Who e a Mudança da História" ("Doctor Who et le changement de l'Histoire") avec une couverture où le Docteur a les traits de William Hartnell, en japonais le 15 août 1980 dans une compilation nommée Dokutaa Huu Shiriizu et sous le titre "Darek Zoku no gyakushuu" ("la race des Daleks contre-attaque"), dans une version portugaise différente de la version brésilienne en 1983 sous le titre "Doctor Who e o Dia Dos Daleks" et en polonais en 1994 sous le titre "Doctor Who - Dzieñ Daleków". De plus, le roman fut publié aux États-Unis en 1978 aux Aeonian Press edition dans une version extrêmement limitée de 300 exemplaires.
Il fut réédité en 1983 chez W. H. Allen hardback edition dans une édition intitulé "The Dalek Omnibus" contenant "Doctor Who and The Dalek invasion of Earth", "Doctor Who and the Planet of the Daleks" et "Doctor Who and the Day of Daleks."

## Éditions VHS, Laserdisc et DVD
L'épisode n'a jamais été édité en français, mais a connu plusieurs éditions au Royaume-Uni et aux États-Unis.
- L'épisode est sorti en VHS et Betamax en 1986 dans un coffret nommé "The Day of the Daleks" et diffusé aux États-Unis et au Canada. Cette version fut rééditée en 1994.
- En 1992, l'épisode fut édité sous format Laserdisc aux États-Unis et en 1996 en Angleterre.
- Le 12 septembre 2011, l'épisode eut droit à une sortie en DVD. Le DVD contient la version originale ainsi qu'une version "spéciale" avec des nouveaux effets spéciaux, des plans ajoutés et les voix des Daleks par Nicholas Briggs, le nouveau doubleur des Daleks depuis le retour de la série en 2005. En bonus, celui-ci offre des commentaires audios par Anna Barry, Jimmy Winston, Barry Letts, Terrance Dicks et Mike Catherwood, ainsi que des documentaires sur la création de l'épisode et le rôle d'UNIT dans la série.